# Крест Военно-Воздушных заслуг
Крест Военно-воздушных заслуг (исп. Cruces del Mérito Aeronáutico) — государственная военная награда Королевства Испания.

## История
30 ноября 1945 года, Каудильо Франко, по аналогии с учреждёнными ещё королевой Изабеллой II орденам Военных и Морских Заслуг, учредил орден Военно-воздушных заслуг (исп. Orden del Mérito Aeronáutico) в целях вознаграждения военнослужащих-лётчиков за храбрость и заслуги в небе во время войны или мирное время.
Первоначально орден имел три класса: Большой крест, кресты I и II класса, а также серебряный крест для сержантского состава.
Орденские эмиссии производились в 1976, 28 июля 1995, 1 августа 2003, 2007 годах.
После эмиссии 1995 года награда утратила статус ордена, имеет четыре дивизиона по два класса в каждом: Большой крест и крест.

## Описание
Знак ордена степени Большого креста — равноконечный прямой крест c позолоченными крыльями и королевским гербом в круглом щите в центре. Крест при помощи звена в виде королевской короны подвешивается к орденской широкой ленте, которая одевается через правое плечо.
Звезда степени Большого креста представляет собой равноконечный прямой крест под королевской короной c позолоченными крыльями и королевским гербом в круглом щите в центре, наложенный на восьмиконечную золотую звезду. На звезду, между перекладинами креста наложены серебряные изображения замка (символа Кастилии) и льва (символа Леона). Цвет эмали креста в зависимости от дивизиона:
- — Красный крест (Distintivo rojo) — за заслуги в военное время на поле брани.
- — Белый крест (Distintivo blanco) — за заслуги в мирное время или в военное время в тылу.
- — Белый крест с жёлтыми полосками (Distintivo amarillo) — тяжёлые ранения (увечья) или смерть при исполнении обязанностей.
- — Белый крест с голубыми полосками (Distintivo azul) — за заслуги в операциях под эгидой ООН или других международных организаций.

Знак креста представляет собой равноконечный прямой крест c позолоченными крыльями и королевским гербом в круглом щите в центре. Крест при помощи звена в виде королевской короны подвешивается к орденской ленте и носится на груди. Эмаль креста и лента соответствует одному из четырёх дивизионов.
- — красный крест
- — белый крест
- — белый крест с жёлтыми полосками
- — белый крест с голубыми полосками

| Большой крест - Красный дивизион | Большой крест - Белый дивизион с синими полосками | Большой крест - Белый дивизион с жёлтыми полосками | Большой крест - Белый дивизион |
| Крест - Красный дивизион         | Крест - Белый дивизион с синими полосками         | Крест - Белый дивизион с жёлтыми полосками         | Крест - Белый дивизион         |